# پروگرامر

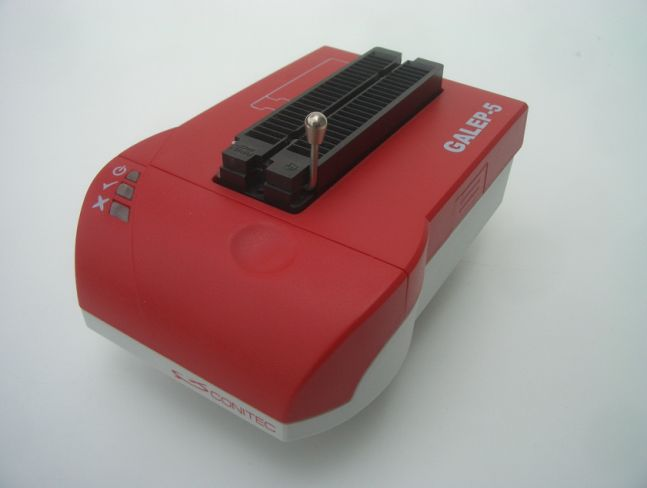
پروگرامر جیبی Galep-5

پروگرامر، (به انگلیسی: programmer) در بخش سخت‌افزار رایانه به دستگاهی گفته می‌شود که الکترونیک‌های دیجیتال حافظه فقط خواندنی مانند ای‌پی‌رام، حافظه فلش و ای‌ای‌پی‌رام را بر روی سخت‌افزارها قرار می‌دهد.

## عملکرد
برای پروگرام کردن یک مدار مجتمع(IC)، آن را در سوکت مربوطه که معمولاً بالای پروگرامر است، قرار می دهیم. در بعضی موارد پروگرامر به طور مستقیم، به وسیله ی یک آداپتور به برد مدار متصل می شود به این حالت (به انگلیسی: In programming) گفته می شود.برای آی سی های مختلف پروگرامر های مختلف مبتنی بر استاندار چیپ مورد نظر وجود دارد.
میکروهایی که بیشتر مورد استفاده قرار می گیرند (به انگلیسی: PIC)،(به انگلیسی: AVR)و(به انگلیسی: ARM)هستند که هر کدام برای مدلهای مختلف خود دیباگر مخصوص دارند. بعضی از این پروگرامرها قابلیت خواندن کد از روی حافظه ها را دارند. لذا می توان با استفاده از آنها آن را خواند و در میکروی مشابه دیگر از آن استفاده کرد.